# Nonpareil (Oregon)
Nonpareil az Amerikai Egyesült Államok északnyugati részén, Oregon állam Douglas megyéjében, a Calapooya-patak közelében elhelyezkedő kísértetváros.

## Története
Nevét az 1865 és 1870 között felfedezett, 1932-ig működő Nonpareil higanybányáról kapta (a nonpareil kifejezés franciául páratlant vagy egyedit jelent). A posta 1882 és 1884 között működött. Egykor táncterem és iskola is volt itt, de 1990-re mindössze egy bolt maradt fenn, amelyik tévesen a „Nonpariel” nevet viselte. A létesítmény 2003-ra megszűnt.
Az egykori bánya területét a Swanson Superior Forest Products faipari vállalkozás 1990-ben vásárolta meg a Weyerhausertől; utóbbi cég a környezetvédelmi minisztériummal közösen a térség arzénmentesítését végzi. A településen egykor keresztülhaladó iparvasutat 1966-ban felszámolták.

## Nevezetes személy
- H. L. Davis, regényíró[7]

## Fordítás
- Ez a szócikk részben vagy egészben  a   Nonpareil, Oregon című angol Wikipédia-szócikk ezen változatának fordításán alapul.  Az eredeti cikk szerkesztőit annak laptörténete sorolja fel. Ez a jelzés csupán a megfogalmazás eredetét és a szerzői jogokat jelzi, nem szolgál a cikkben szereplő információk forrásmegjelöléseként.